# Bohrmuscheln
Die Bohrmuscheln (Pholadidae), auch Echte Bohrmuscheln genannt, sind eine Muschelfamilie aus der Ordnung der Myida. Die Familie ist seit dem Bajocium (Mitteljura) bekannt.

## Merkmale
Die Gehäuse sind gleichklappig und dabei stark verlängert, meist vorne und hinten klaffend. Oft erscheinen noch sekundäre Schalenbildungen (Protoplax, Mesoplax, Metaplax und Siphonoplax) zusätzlich zu den zwei Klappen des Gehäuses. Das Vorderende ist oft schnabelförmig verlängert, der vordere Dorsalrand ist umgeschlagen. 
Das Ligament liegt intern unter den Wirbeln auf einem Chondrophor, es kann auch reduziert sein. Das Schloss ist zahnlos. Die zwei Schließmuskeln sind ungleich groß. Der hintere Schließmuskel ist groß und liegt nahe am Ventralrand. Der kleinere, vordere Schließmuskel liegt am vorderen, umgeschlagenen Dorsalrand. Der Mantel ist tief eingebuchtet, die Mantelbucht reicht bis etwa in die Gehäusemitte. Der Mantelrand ist ventral weitgehend verwachsen. Öffnungen sind vorhanden für den Fuß und die langen Siphonen. Der Fuß ist kurz ohne Byssus. Das Ende der Siphonen kann durch Kalkplatten (Paletten) verschlossen werden. 
Die Schale ist aragonitisch mit variabler Mikrostruktur, in der Regel mit äußerer Prismenschicht, mittlerer kreuzlamellarer Schicht und innerer komplex-kreuzlamellarer oder homogener Lage. Die Ornamentierung besteht im vorderen Gehäuseteil aus kräftigen radialen Rippen oder sinusförmig gebogenen, randparallen Rippen, die mit Dornen oder Stacheln verstärkt sein können. Das Hinterende ist nur schwach ornamentiert. 

## Geographische Verbreitung und Lebensweise
Die Familie ist weltweit verbreitet. Sie leben bohrend in halbfesten oder festen Sedimenten. 

## Taxonomie
Das Taxon wurde von Jean-Baptiste de Lamarck als Les pholadaires eingeführt. Da der Name bei der späteren Latinisierung Lamarck zugeschrieben wurde, gilt Lamarck auch als der Autor des Taxons, nicht derjenige Autor, der das Taxon als Erster latinisiert hat. MolluscaBase weist der Familie folgende Gattungen in drei Unterfamilien zu:
- Familie Bohrmuscheln (Pholadidae)
  - Unterfamilie Jouannetiinae Tryon, 1862
    - Jouannetia Desmoulins, 1828
    - Netastoma Carpenter, 1864

  - Unterfamilie Martesiinae Grant & Gale, 1931
    - Aspidopholas P. Fischer, 1887
    - Chaceia Turner, 1955
    - Diplothyra Tryon, 1862
    - Lignopholas Turner, 1955
    - Martesia G. B. Sowerby I, 1824
    - Parapholas Conrad, 1848
    - Penitella Valenciennes, 1846
    - Pholadidea Turton, 1819

  - Unterfamilie Pholadinae Lamarck, 1809
    - Barnea Risso, 1826
      - Weiße Bohrmuschel (Barnea candidula (Linnaeus, 1758))
      - Kleine Bohrmuschel (Barnea parva (Pennant, 1777))

    - Cyrtopleura Tryon, 1862
    - Nipponopholas Okamoto & Habe, 1987
    - Pholas Linnaeus, 1758
      - Dattelmuschel (Pholas dactylus Linnaeus, 1758)

    - Talona Gray, 1842
    - Zirfaea Gray, 1842
      - Krause Bohrmuschel (Zirfaea crispata (Linnaeus, 1758))

    - †Zirlona Finlay, 1930

## Belege